# Blue Soul
Blue Soul è il terzo album di Blue Mitchell, pubblicato dalla Riverside Records nel 1959. Il disco fu registrato il 28 settembre 1959 a New York City, New York (Stati Uniti).

## Tracce
Lato A
1. Minor Vamp – 3:39 (Benny Golson)
2. The Head – 4:24 (Richard Mitchell (Blue Mitchell))
3. The Way You Look Tonight – 3:19 (Dorothy Fields)
4. Park Avenue Petite – 3:54 (Benny Golson)
5. Top Shelf – 4:02 (Jimmy Heath)

Lato B
1. Waverley Street – 4:56 (Jimmy Heath)
2. Blue Soul – 4:07 (Richard Mitchell (Blue Mitchell))
3. Polka Dots and Moonbeams – 5:46 (Jimmy Van Heusen, Johnny Burke)
4. Nica's Dream – 6:31 (Horace Silver)

## Musicisti
- Blue Mitchell - tromba
- Curtis Fuller - trombone (brani: A1, A2, A5, B1, B3 e B4)
- Jimmy Heath - sassofono tenore (brani: A1, A2, A5, B1, B3 e B4)
- Wynton Kelly - pianoforte
- Sam Jones - contrabbasso
- Philly Joe Jones - batteria